# Хайек, Август фон
Август, эдлер фон Хайек (нем. August Edler von Hayek; 1871—1928) — австрийский ботаник и врач, педагог. Отец экономиста и политического философа Фридриха Хайека.

## Биография
Август фон Хайек родился 14 декабря 1871 года в Вене. Отец, зоолог Густав фон Хайек (1836—1911), был на протяжении 30 лет профессором естественных наук Королевской высшей гимназии. В 1890 году Август поступил на медицинский факультет Венского университета, в 1895 году стал доктором медицины. В 1905 году получил степень доктора философии. С 1912 года Хайек работал в Венском университете.
Хайек принимал участие в Первой мировой войне в качестве врача во Владимире-Волынске, в Ковеле и Зальцбурге. С 1916 года Хайек — профессор ботаники, с 1926 года — экстраординарный профессор. В 1920 году Хайек стал медицинским советником, с 1925 года был верховным медицинским советником.
Август фон Хайек скончался 11 июня 1928 года в Вене.
Основной гербарий А. Хайека хранится в Гётеборгском университете (GB), который приобрёл его в марте 1929 года.

## Некоторые научные работы
- Hayek, A. (1901). Die Centaurea-Arten Österreich-Ungarns. 189 p., 12 pl.
- Hayek, A. (1908—1956). Flora von Steiermark. 2 vols.
- Hayek, A. (1924—1933). Prodromus florae peninsulae Balcanicae. 3 vols. ISBN 3-87429-002-6.

## Некоторые виды растений, названные в честь А. Хайека
- Ranunculus hayekii (семья: Ranunculaceae Juss. , род: Ranunculus L.)  Dörfl., 1918
- Verbena hayekii Moldenke, 1946, nom. nov.